# Vaszilij Alekszandrovics Kugyinov
Vaszilij Alekszandrovics Kugyinov, oroszul: Василий Александрович Кудинов (1969. február 17. – Asztrahán, 2017. február 11.) olimpiai, világ- és Európa-bajnok orosz kézilabdázó.

## Pályafutása
Az 1992-es barcelonai olimpián aranyérmet nyert az Egyesített csapat tagjaként. Az orosz válogatottal a 2000-es sydneyi olimpián arany-, a 2004-es athéni olimpián bronzérmes lett. Pályafutása alatt két világbajnoki arany- és egy ezüstérmet nyert. Az Európa-bajnokságokon egy-egy arany- és ezüstérmet szerzett.

## Sikerei, díjai
- Olimpiai játékok
  - aranyérmes: 1992, Barcelona, 2000, Sydney
  - bronzérmes: 2004, Athén
- Világbajnokság
  - aranyérmes: 1993, Svédország, 1997, Japán
  - ezüstérmes: 1999, Egyiptom
- Európa-bajnokság
  - aranyérmes: 1996, Spanyolország
  - ezüstérmes: 1994, Portugália